# 梅塘镇 (吉安县)
梅塘镇，是中华人民共和国江西省吉安市吉安县下辖的一个乡镇级行政单位。

## 行政区划
梅塘镇下辖以下地区：
栗塘村、裴家村、土坊村、河源村、村背村、小灌村、醪村、中板村、固源村、琶塘村、灵源村、西湖村、东门村、前岸村、胆源村、谢坊村、旧居村、敛溪村、同睦村和梅塘村。